# 伍斯特郡行政區劃史
伍斯特郡（英語：Worcestershire）位於英國英格蘭西米德蘭茲地區，在19世紀末、20世紀的地方沿革多而複雜，郡界變化很大。

## 1844－1887年
歷史上，伍斯特郡和沃里克郡、斯塔福德郡、格洛斯特郡、赫里福德郡、牛津郡互相有不少外飛地、內飛地。《1844年郡（分離部分）法案》在1844年10月20日生效後，飛地被包圍的郡納入實際管轄範圍。
以伍斯特郡為例：原屬伍斯特郡的阿爾斯通、小沃什本轉移至格洛斯特郡；原屬斯塔福德郡的布魯姆、克倫特轉移至伍斯特郡，原屬格洛斯特郡的羅奇福德轉移至伍斯特郡，原屬什羅普郡的黑爾斯歐文、凱克莫爾、哈斯伯里、霍恩、希爾、伊利、拉帕爾、亨寧頓、奧爾德伯里、拉姆斯利轉移至伍斯特郡。
制定《1844年郡（分離部分）法案》的目的是整理雜亂的外飛地、內飛地，但法案沒有把伍斯特郡的外飛地如斯陶爾河畔希普斯頓、達德利等轉移至其他郡的實際管轄範圍。

## 1888－1947年
1888年4月1日，《1888年地方政府法案》生效。伍斯特郡成為行政郡，新設的伍斯特郡議會管轄歷史上的既有範圍（伍斯特、達德利除外。它們是郡自治市鎮，有獨立的自治市鎮議會）。伯明翰升格為沃里克郡的郡自治市鎮（有獨立的郡自治市鎮議會，不受沃里克郡議會管轄）。在19世紀末、20世紀初，不斷向西和北（斯塔福德郡方向）、南（伍斯特郡方向）擴張自治市鎮界。這使斯塔福德郡和伍斯特郡的郡界經常變動。在1909年11月9日，昆頓轉移至伯明翰。《1910年地方政府邊界臨時指令（第13條）確認法案》在1911年11月9日生效，亞德利、諾斯菲爾德、金斯希思轉移至伯明翰。
《1933年地方政府法案》規定英格蘭的一級地方政府分為行政郡（包括伍斯特郡）或郡自治市鎮2種，而行政郡下轄的次級行政區必須是非郡自治市鎮（non-county borough）、鎮區（urban district）或鄉區（rural districts）3種，所以伍斯特郡產生了5個非郡自治市鎮：比尤德利、德羅伊特威奇、埃夫舍姆、基德明斯特、斯陶爾布里奇。
伍斯特郡外飛地在《1844年郡（分離部分）法案》未獲處理，最終變成其他郡的實際管轄範圍。1931年4月1日，《1931年臨時指令確認（格洛斯特郡、沃里克郡、伍斯特郡）法案》生效，斯陶爾河畔希普斯頓轉移至沃里克郡；雷德馬利達比托特、斯湯頓轉移至格洛斯特郡。1966年4月1日，《1965年西米德蘭茲指令》生效，達德利轉移至斯塔福德郡；為補償達德利郡自治市鎮在1966年脫離，同年新設的沃利郡自治市鎮納入伍斯特郡範圍。沃利主要由（伍斯特郡的）奧爾德伯里鎮區和（斯塔福德郡的）蒂莫河谷鎮區、羅利雷吉斯鎮區、斯梅斯威克郡自治市鎮合併而成。

## 1948－1973年
在1948－1973年間，有2個委員會建議伍斯特郡與其他郡拆合歸併，最終不獲採納。
1948年，地方政府邊界委員會建議伍斯特郡（包含伍斯特自治市鎮、小部分奧爾德伯里，大部分的奧爾德伯里轉移至新設的「斯塔福德南」郡）加上斯塔福德郡的安布爾科特鎮區，與赫里福德郡合併為赫里福德-伍斯特郡（Hereford and Worcester）。建議未獲採納。
1969年，約翰·雷德克利夫-莫德主編、皇家委員會出版的《雷德克利夫-莫德報告》建議沃里克郡南部（也就是不包括北部的懷爾森林、雷迪奇、布羅姆斯格羅夫等）與赫里福德郡合併為新設的單一管理區「赫里福德-南沃里克郡」（Hereford and South Worcestershire）；又建議新設都市郡「西米德蘭茲郡」，包含7個都市自治市，其一為「北沃里克郡」（覆蓋沃里克郡北部如：懷爾森林、雷迪奇、布羅姆斯格羅夫等）。最終沒有新設北沃里克郡，但《1972年地方政府法案》在1974年4月1日生效後新設了西米德蘭茲郡。
|  | 《雷德克利夫-莫德報告》建議的英格蘭行政區劃。 「赫里福德-南沃里克郡」編號27， 東鄰「考文垂-沃里克郡」（編號28）， 東南鄰「北格斯特郡」（編號38）， 北鄰什羅普郡（編號26）， 西南臨布里斯托尔湾， 西北臨愛爾蘭海。 「北沃里克郡」被西米德蘭茲郡（編號25）包含。 |

## 1974－1997年
1971年2月，英國政府推出英格蘭行政區劃改革的白皮書《英格蘭地方政府：政府對於改組的建議》（Local Government in England: Government Proposals for Reorganisation），諮詢公眾意見。伍斯特郡的改革在白皮書的「範圍17」（Area 17）部分，在諮詢期結束後稍作修訂─新設的「莫爾文郡」（Malvernshire）更名為「赫里福德-伍斯特郡」（Hereford and Worcester）。隨後，英國政府遞交正式的法案《1972年地方政府法案》交予英國國會審議並獲通過，在1974年4月1日生效：伍斯特郡與赫里福德郡合併為新設的非都市郡「赫里福德-伍斯特」郡。赫里福德郡南、赫里福德2個非都市區覆蓋赫里福德郡的原有範圍。斯陶爾布里奇、黑爾斯歐文、（1966年新設的）沃利郡自治市鎮原屬沃里克郡，現轉移至西米德蘭茲郡桑德韋爾都市自治市。在1966年由伍斯特郡轉移至斯塔福德郡的達德利，現轉移至西米德蘭茲郡達德利都市自治市。
1995年4月1日，《1993年赫里福德-伍斯特和西米德蘭茲（郡界）指令》生效，弗蘭克利（包括巴特利水塘）轉移至西米德蘭茲郡的伯明翰。
|  |  |  | 赫里福德-伍斯特郡的9個非都市區： 1. 懷爾森林（Wyre Forest） 2.布羅姆斯格羅夫（Bromsgrove） 3. 雷迪奇（Redditch） 4. 威奇文（Wychavon） 5. 伍斯特（Worcester） 6. 莫爾文希爾斯（Malvern Hills） 7. 萊姆斯特（Leominster） 8. 赫里福德（Hereford） 9. 赫里福德郡南（South Herefordshire） |

## 1998年－
1998年4月1日，英格蘭地方政府委員會制訂的《1996年赫里福德-伍斯特（結構、邊界、選舉變化）法案》生效：廢除了赫里福德-伍斯特郡，被分拆回原有的赫里福德郡、伍斯特郡。赫里福德郡升格為單一管理區、名譽郡，伍斯特郡升格為非都市郡、名譽郡。伍斯特郡實際管轄6個非都市區。
|  | |  |
|  | 伍斯特郡在的6個非都市區： 1. 莫爾文希爾斯（Malvern Hills） 2. 懷爾森林（Wyre Forest） 3. 布羅姆斯格羅夫（Bromsgrove） 4. 伍斯特（Worcester 5. 雷迪奇（Redditch） 6. 威奇文（Wychavon） |  |

下圖顯示英格蘭48個名譽郡的分佈情況。伍斯特郡東與相鄰，東北與西米德蘭茲郡相鄰，東與沃里克郡相鄰，南與格洛斯特郡相鄰，西與赫里福德郡相鄰，西北與什羅普郡相鄰，北與斯塔福德郡相鄰。

## 外部連結
- （英文） 伍斯特郡議會 （页面存档备份，存于）